# Nick Jonas
Nicholas Jerry "Nick" Jonas  (Dallas, Texas, EUA, 16 de setembro de 1992) é um cantor, compositor, produtor musical, multi-instrumentista e ator estadunidense. Ele ganhou fama como um dos vocalistas dos Jonas Brothers, uma banda pop formada juntamente com seus irmãos Kevin Jonas e Joe Jonas.
A banda entrou em hiato em 2010 e foi nesse mesmo ano que Nick se lançou na primeira "aventura" após o sucesso mundial dos Jonas Brothers, com a banda Nick Jonas and the Administration.
Os Jonas Brothers cessaram atividades enquanto banda em 2013, tendo em seguida lançado seu segundo álbum solo - o primeiro álbum solo enquanto adulto, depois de Nicholas Jonas, lançado quando Nick tinha 12 anos -, o homônimo Nick Jonas, no ano de 2014. Em 2016, Nick lançou seu terceiro álbum solo, Last Year Was Complicated.
Como ator, Nick já participou em uma variedade de filmes, séries e peças de teatro.

## Carreira
Antes de formar a banda Jonas Brothers com seus irmãos, foi para a Broadway aos 6 anos de idade, participando de algumas peças, como A Bela e a Fera e A Christmas Carol, e gravou um CD a solo, intitulado Nicholas Jonas. Junto com Joe Jonas, foi a voz principal dos Jonas Brothers. Além disso ele tocava guitarra, piano e teclado em algumas músicas da banda. Também tocou bateria para as músicas "Australia" e "Video Girl". Nick compôs sozinho algumas músicas da banda, como "S.O.S.", do álbum Jonas Brothers, "A Little Bit Longer" e "Got Me Going Crazy", do álbum A Little Bit Longer, "World War III" e "Black Keys", do último álbum da banda, Lines, Vines and Trying Times.
Em fevereiro de 2010, Nick lançou um álbum chamado Who I Am, como parte da banda Nick Jonas and the Administration. O álbum teve um desempenho comercial moderado.
Em 2010 Nick participou da peça teatral Les Misérables, que comemorava seu 25º aniversário. Nick interpretou Marius, um dos personagens principais da peça. Se apresentou durante algumas noites em West End. Foi elogiado pela crítica, sendo que um crítico afirmou que "ele ainda não está na altura dos cantores de peças musicais, mas que se saiu muito bem...".
Já em 2012, participou de uma outra peça na Broadway, How to Succeed in Business Without Really Trying, interpretando o papel de J. Pierrepont Finch, e foi indicado ao Broadway Audience Choice Award pela sua participação na mesma. Em maio do mesmo ano, foi lançado um EP, com o mesmo nome do musical, contendo cinco canções cantadas por Nick na peça.
Também em 2012 Nick gravou músicas para aquele se planejava ser o quinto álbum dos Jonas Brothers. Junto com seus irmãos, passaram pela Hollywood Records, passando depois os três a assumir às rédeas da carreira deles, com própria gravadora, a Jonas Enterprises.
Em 2013, Nick, junto com seus irmãos, anunciou o fim dos Jonas Brothers, depois do fracasso comercial dos primeiros singles da banda em quatro anos, "Pom Poms" e "First Time". Desse modo, o lançamento planejado do quinto álbum dos Jonas Brothers, que teria o título de V, foi cancelado. Sendo assim, Nick passou a apostar em uma carreira solo, pela Island Records.
Em 2014, lançou o single promocional "Chains" e o single "Jealous", Ambos vieram a integrar seu primeiro álbum a solo pós-Jonas Brothers, Nick Jonas, lançado em novembro do mesmo ano. "Jealous" se tornou o maior êxito do cantor até ao momento, tanto nos EUA como no Reino Unido, alcançando o nº 7 e o nº 2 das tabelas principais de canções desses territórios, respectivamente. Nos EUA, "Chains" alcançou o nº 13. Nos Estados Unidos, "Jealous" detém, atualmente, o galardão de tripla platina e "Chains" o de platina. O álbum Nick Jonas foi igualmente bem-sucedido, chegando ao nº 6 nos EUA e ao nº 16 no Reino Unido.
Com esta nova fase da sua carreira, Nick Jonas deixou para trás a imagem de ídolo de adolescentes e passou a ser considerado um sex-symbol.
Em agosto de 2015, Nick lançou o single "Levels", que seria, inicialmente o primeiro avanço de seu terceiro álbum de estúdio solo. Ao invés disso, "Levels"acabou por ser integrado em um relançamento de seu álbum solo, Nick Jonas X2, lançado em novembro de 2015. O álbum também inclui o single "Good Thing", de Sage The Gemini, que conta com os vocais de Nick e que foi lançado em maio de 2015.
Em março de 2016, Nick lançou "Close", o primeiro single de seu terceiro álbum solo, Last Year Was Complicated, lançado em junho do mesmo ano. "Close", que alcançou o galardão de platina e representou o 3º single de Nick a chegar ao top 15 da Billboard Hot 100 (alcançou o nº 13), conta com a colaboração vocal da sueca Tove Lo. Já Last Year Was Complicated chegou ao nº 2 das tabelas americanas Billboard 200 e ao nº 1 da Top Album Sales (esta última conta as vendas de álbuns em termos tradicionais, sem contabilizar a venda de faixas avulso e os dados das plataformas de streaming). Além de "Close", o álbum foi também promovido com o single "Bacon", que conta com a participação vocal do rapper Ty Dolla Sign. Além disso, Last Year Was Complicated contou com os singles promocionais "Chainsaw" e "Champagne Problems". Também foram lançados videoclipes para "Under You" e "Voodoo", outras duas faixas do álbum.
Findo o período de promoção de Last Year Was Complicated, em fevereiro de 2017 foi lançada a trilha sonora do filme Fifty Shades Darker, que inclui "Bom Bidi Bom", canção de Nick Jonas com a rapper Nicki Minaj. Em maio de 2017 Nick Jonas lançou o single "Remember I Told You", que conta com as participações vocais da cantora e compositora Anne-Marie e do cantor e produtor americano Mike Posner. Em setembro do mesmo ano, Nick lançou o single "Find You", que depois teria uma segunda versão, com a participação vocal da cantora colombiana Karol G. No mês seguinte, Nick lançou o tema "Home", que faz parte da trilha do filme de animação Ferdinand e acabaria indicada ao Globo de Ouro para Melhor Canção Original, e outra canção no mesmo filme, "Watch Me".
Em maio de 2018, Nick Jonas lançou uma música em colaboração com o produtor americano DJ Mustard e em agosto do mesmo ano lançou o single "Right Now", uma outra colaboração, desta vez com produtor alemão Robin Schulz. Também no mês de agosto de 2018, foi anunciado que Nick havia se juntado ao "cast" do filme animado UglyDolls, junto a Kelly Clarkson e Pitbull, tendo sido anunciada a data de 10 de maio de 2019 para a estreia do filme.
A partir do final de janeiro de 2019, rumores circulavam no Twitter e em outras mídias sociais de que os três irmãos iriam retornar com os Jonas Brothers. Em 28 de fevereiro de 2019, os Jonas Brothers anunciaram oficialmente seu retorno, juntamente com um novo single, "Sucker", lançado no dia seguinte, 1º de março. Seu livro de memórias, Blood (co-escrito com Neil Strauss),  foi publicado em novembro. Em outubro de 2019, foi anunciado que Jonas se juntaria ao The Voice como treinador para sua décima oitava temporada.

## Vida pessoal

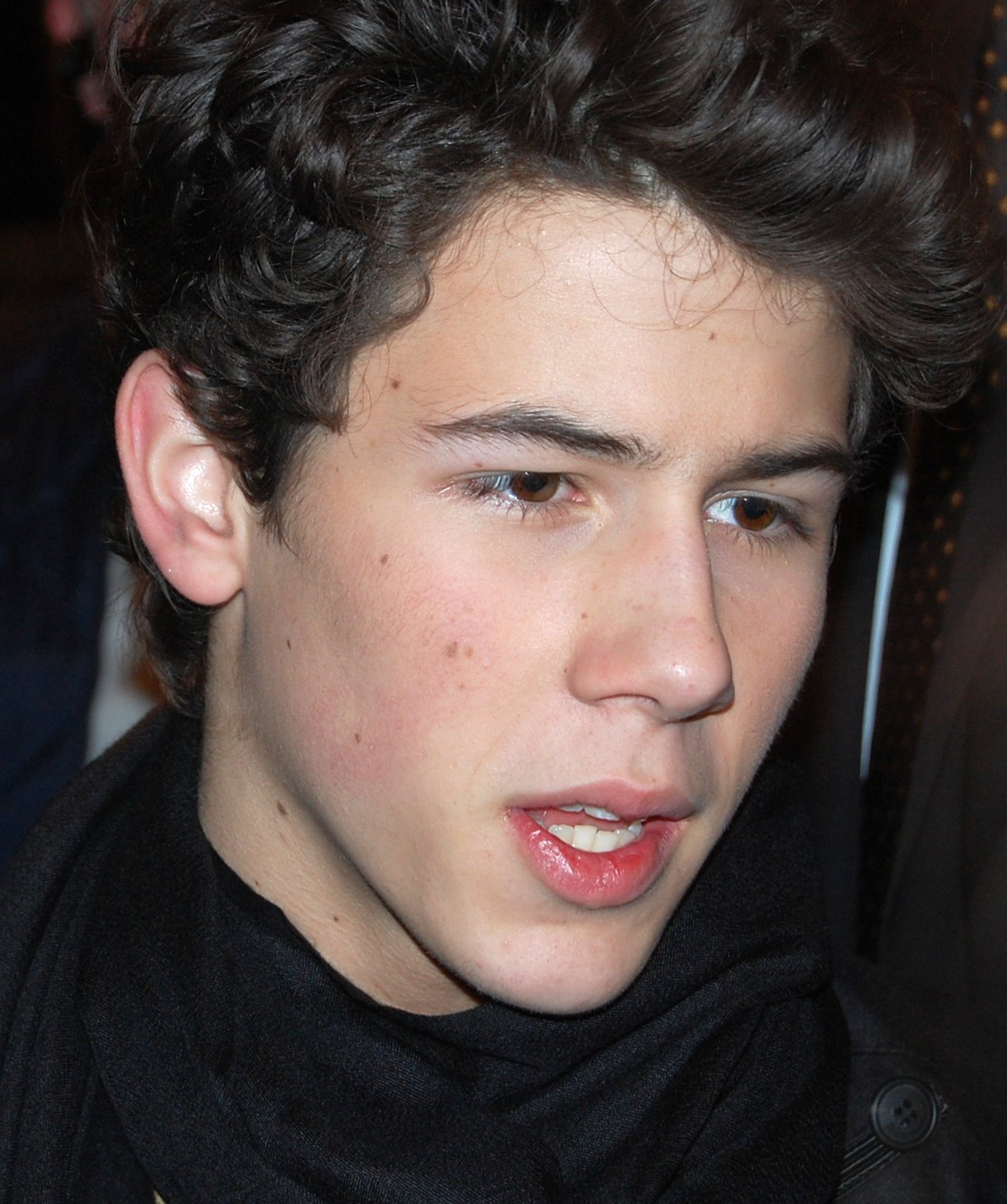
Nick Jonas em Nova York, em fevereiro de 2009.

Quando tinha 13 anos, Nick foi diagnosticado com diabetes tipo 1. A música "A Little Bit Longer" (que dá nome a um dos álbuns dos Jonas Brothers) foi escrita por ele e fala como se sentiu quando descobriu que tinha diabetes. Desde então, Nick, seus irmãos e sua família organizam eventos para crianças com a doença. Nick fundou a organização Change for the Children e espera ajudar muitas crianças que também têm diabetes, assim como ser um exemplo para todas elas.
Jonas namorou as ex-estrelas da Disney Miley Cyrus (2007-2008) e Selena Gomez (2008). Entre 2011 e 2012, Nick namorou a cantora australiana Delta Goodrem, assim como com a Miss Universo, modelo e atriz Olivia Culpo, entre os anos de 2013 e 2015. Ainda, teve seu nome relacionado com a atriz Kate Hudson e com a modelo Kendall Jenner.
Casou com a atriz, Miss Mundo, modelo e cantora indiana Priyanka Chopra, na Índia, no dia 1º de dezembro de 2018. Nick e Priyanka Chopra foram vistos juntos pela primeira vez em maio de 2017, mas o namoro só foi confirmado em 2018. O noivado foi confirmado em agosto do mesmo ano, através de uma postagem de Nick em sua conta no Instagram. O cantor postou uma foto dos dois, com Priyanka exibindo o anel de noivado, e o seguinte dizer: "Futura Sra. Jonas. Meu coração. Meu amor.".
Em janeiro de 2022, Nick e Priyanka anunciaram o nascimento da primeira filha, Malti Marie Chopra Jonas. A bebê veio ao mundo através de uma barriga de aluguel.

## Discografia
Álbuns de estúdio
- Nicholas Jonas (2005)
- Nick Jonas (2014)
- Last Year Was Complicated (2016)
- Spaceman  (2021)

## Filmografia

### Cinema
| Ano  | Título                                          | Papel             | Notas        |
| ---- | ----------------------------------------------- | ----------------- | ------------ |
| 2009 | Jonas Brothers: The 3D Concert Experience       | Ele mesmo         |              |
| 2009 | Night at the Museum: Battle of the Smithsonian  | Querubim (voz)    |              |
| 2010 | Les Misérables in Concert: The 25th Anniversary | Marius Pontmercy  |              |
| 2015 | Careful What You Wish For                       | Doug Martin       |              |
| 2016 | Goat                                            | Brett Land        |              |
| 2017 | Jumanji: Welcome to the Jungle                  | Alex              |              |
| 2019 | UglyDolls                                       | Lou               |              |
| 2019 | Chasing Happiness                               | Ele mesmo         | Documentário |
| 2019 | Midway                                          | Bruno Gaido       |              |
| 2019 | Jumanji: The Next Level                         | Seaplane          |              |
| 2020 | Happiness Continues                             | Ele mesmo         | Documentário |
| 2021 | Chaos Walking                                   | Davy Prentiss Jr. |              |
| 2023 | Love Again                                      | Joel              |              |
| 2023 | The Good Half                                   | Renn Wheeland     |              |
| 2025 | You're Cordially Invited                        | Pastor Luther     |              |

### Televisão
| Ano       | Título                     | Papel               | Notas                                                    |
| --------- | -------------------------- | ------------------- | -------------------------------------------------------- |
| 2007      | Hannah Montana             | Ele mesmo           | Episódio: "Me and Mr. Jonas and Mr. Jonas and Mr. Jonas" |
| 2008      | Camp Rock                  | Nate                | Filme de TV                                              |
| 2009-2010 | Jonas                      | Nick Lucas          | 34 episódios                                             |
| 2009      | Atrévete a soñar           | Ele mesmo           | Episódio: "Promesa de amor"                              |
| 2010      | Camp Rock 2: The Final Jam | Nate                | Filme de TV                                              |
| 2011      | Mr. Sunshine               | Eli Cutler          | Episódio: "Employee of the Year"                         |
| 2011      | Last Man Standing          | Ryan                | Episódio: "Last Christmas Standing"                      |
| 2012      | Smash                      | Lyle West           | 2 episódios                                              |
| 2012      | Submissions Only           | Dançarino solitário | Episódio: "Another Interruption"                         |
| 2013-2015 | Hawaii Five-0              | Ian Wright          | 3 episódios                                              |
| 2014-2017 | Kingdom                    | Nate Kulina         | 40 episódios                                             |
| 2015      | Scream Queens              | Boone Clemens       | 5 episódios                                              |
| 2020      | Dash & Lily                | Ele mesmo           | Episódio: "New Year's Eve"                               |
| 2021      | Calls                      | Sam                 | Episódio: "The Universe Did It"                          |